# Johann Bartsch
Johann Bartsch, född 1709 i Königsberg (nu Kaliningrad), död 1738 i Surinam, var en tysk läkare. 
Bartsch tog examen från Universitetet i Leiden i Nederländerna år 1737. Under studietiden intresserade han sig för botanik och Carl von Linnés forskning. Detta föranledde Bartsch att kontakta Linné när han var på ett årslångt besök i Leiden för att arbeta på Nederländska Ostindiska Kompaniet. Mellan åren 1736 och 1737 skickade Bartsch 47 brev till Linné och assisterade honom med publikationen av Flora Lapponica. Året därpå reste Bartsch till Surinam där han sex månader senare avled. Linné förevigade hans namn genom att namnge en svarthösläktet Bartsia efter honom.